# Bohumil Mudra (1909)
Bohumil Mudra (5. dubna 1909 – ?) byl český fotbalista, obránce. Jeho syn Bohumil Mudra (1938–2017) byl také ligovým fotbalistou Plzně.

## Fotbalová kariéra
V československé lize hrál za SK Viktoria Plzeň. Nastoupil ve 120 ligových utkáních a dal 4 góly. Ve Středoevropském poháru nastoupil ve 2 utkáních.

## Ligová bilance
| Ročník                    | Zápasy | Góly | Klub              |
| ------------------------- | ------ | ---- | ----------------- |
| 1. asociační liga 1933/34 | –      | 0    | SK Viktoria Plzeň |
| Státní liga 1934/35       | –      | 0    | SK Viktoria Plzeň |
| Státní liga 1935/36       | 24     | 0    | SK Viktoria Plzeň |
| Státní liga 1936/37       | –      | 0    | SK Viktoria Plzeň |
| Státní liga 1937/38       | 13     | 2    | SK Viktoria Plzeň |
| Národní liga 1939/40      | –      | 1    | SK Viktoria Plzeň |
| Národní liga 1940/41      | –      | 1    | SK Viktoria Plzeň |
| CELKEM                    | 120    | 4    |                   |